# Tour de France 2004/Fahrerfeld
Folgende Fahrer und Mannschaften nahmen an der Tour de France 2004 teil:
Die deutschen, österreichischen und Schweizer Fahrer sind fett markiert.
Legende:
- Suspendierung: Ausschluss durch eigenes Team vor Rennbeginn
- Ausschluss: Ausschluss durch die Rennleitung vor Rennbeginn
- Disqualifikation: Ausschluss durch die Rennleitung nach Rennbeginn
- : Etappensieger
- : Gelbes Trikot für den Gesamtführenden
- : Grünes Trikot für den Punktbesten
- : Gepunktetes Trikot für den besten Bergfahrer
- : Weißes Trikot für den besten Nachwuchsfahrer unter 25 Jahre
- : Rote Rückennummer für den kämpferischsten Fahrer des Vortages
- : Gelbe Rückennummer für das in der Mannschaftswertung führende Team

## US Postal - Berry Floor(USA)
- Gegründet: 1998 – Manager: Johan Bruyneel

| Nr. | Name                 | Nationalität       | Anmerkungen |
| --- | -------------------- | ------------------ | --- |
| 1   | Lance Armstrong      | Vereinigte Staaten | : 13., 15., 16., 17. & 19. Etappe, : 5., 16. – 20. Etappe, Sieger der Gesamtwertung (Platzierung und Etappensiege aberkannt) |
| 2   | José Azevedo         | Portugal           | Fünfter der Gesamtwertung |
| 3   | Manuel Beltrán       | Spanien            | 46. der Gesamtwertung |
| 4   | Wjatscheslaw Jekimow | Russland           | 80. der Gesamtwertung |
| 5   | George Hincapie      | Vereinigte Staaten | 33. der Gesamtwertung |
| 6   | Floyd Landis         | Vereinigte Staaten | 23. der Gesamtwertung |
| 7   | Benjamín Noval       | Spanien            | 66. der Gesamtwertung |
| 8   | Pavel Padrnos        | Tschechien         | 79. der Gesamtwertung |
| 9   | José Luis Rubiera    | Spanien            | 19. der Gesamtwertung |
|     |                      |                    | : 4. Etappe, : 1. – 5. Etappe                                                                                                |

## T-Mobile Team(GER)
- Gegründet: 1991 – Manager: Walter Godefroot

| Nr. | Name             | Nationalität | Anmerkungen                                                                                      |
| --- | ---------------- | ------------ | ------------------------------------------------------------------------------------------------ |
| 11  | Jan Ullrich      | Deutschland  | Vierter der Gesamtwertung                                                                        |
| 12  | Rolf Aldag       | Deutschland  | 69. der Gesamtwertung                                                                            |
| 13  | Santiago Botero  | Kolumbien    | 75. der Gesamtwertung                                                                            |
| 14  | Giuseppe Guerini | Italien      | 25. der Gesamtwertung                                                                            |
| 15  | Sergei Iwanow    | Russland     | 57. der Gesamtwertung                                                                            |
| 16  | Matthias Kessler | Deutschland  | : 5. Etappe, Aufgabe nach der 10. Etappe wegen Sturzes: Rippe gebrochen, Bluterguss in der Lunge |
| 17  | Andreas Klöden   | Deutschland  | Zweiter der Gesamtwertung                                                                        |
| 18  | Daniele Nardello | Italien      | 48. der Gesamtwertung                                                                            |
| 19  | Erik Zabel       | Deutschland  | 59. der Gesamtwertung                                                                            |
|     |                  |              | : 15., 17. – 20. Etappe, Sieger der Mannschaftswertung                                           |

## Phonak Hearing Systems(SUI)
- Gegründet: 2000 – Manager: Urs Freuler

| Nr. | Name                   | Nationalität       | Anmerkungen                                          |
| --- | ---------------------- | ------------------ | ---------------------------------------------------- |
| 21  | Tyler Hamilton         | Vereinigte Staaten | Aufgabe während der 13. Etappe wegen Rückenproblemen |
| 22  | Martin Elmiger         | Schweiz            | 108. der Gesamtwertung                               |
| 23  | Santos González        | Spanien            | 31. der Gesamtwertung                                |
| 24  | Bert Grabsch           | Deutschland        | 81. der Gesamtwertung                                |
| 25  | José Enrique Gutiérrez | Spanien            | 28. der Gesamtwertung                                |
| 26  | Nicolas Jalabert       | Frankreich         | : 15. Etappe, 82. der Gesamtwertung                  |
| 27  | Óscar Pereiro          | Spanien            | Zehnter der Gesamtwertung                            |
| 28  | Santiago Perez         | Spanien            | 49. der Gesamtwertung                                |
| 29  | Oscar Sevilla          | Spanien            | 24. der Gesamtwertung                                |

## Euskaltel-Euskadi(ESP)
- Gegründet: 1994 – Manager: Julian Gorospe

| Nr. | Name             | Nationalität | Anmerkungen                                                   |
| --- | ---------------- | ------------ | ------------------------------------------------------------- |
| 31  | Iban Mayo        | Spanien      | Aufgabe: nach zweitem Ruhetag zur 15. Etappe nicht angetreten |
| 32  | Iker Camaño      | Spanien      | 26. der Gesamtwertung                                         |
| 33  | David Etxebarria | Spanien      | 77. der Gesamtwertung                                         |
| 34  | Unai Etxebarria  | Venezuela    | 91. der Gesamtwertung                                         |
| 35  | Iker Flores      | Spanien      | 60. der Gesamtwertung                                         |
| 36  | Íñigo Landaluze  | Spanien      | : 10. Etappe, 52. der Gesamtwertung                           |
| 37  | Egoi Martínez    | Spanien      | 41. der Gesamtwertung                                         |
| 38  | Haimar Zubeldia  | Spanien      | Aufgabe während der 13. Etappe                                |
|     | Gorka González   | Spanien      | Ausschluss wegen zu hoher Blutwerte, Dopingverdacht           |

## Fassa Bortolo(ITA)
- Gegründet: 2000 – Manager: Giancarlo Ferretti

| Nr. | Name                   | Nationalität | Anmerkungen                                                                       |
| --- | ---------------------- | ------------ | --------------------------------------------------------------------------------- |
| 41  | Alessandro Petacchi    | Italien      | Aufgabe nach der 5. Etappe wegen Sturzes                                          |
| 42  | Marzio Bruseghin       | Italien      | 68. der Gesamtwertung                                                             |
| 43  | Fabian Cancellara      | Schweiz      | : Prolog, : 1. & 2. Etappe, : 1. Etappe, : 1. – 4. Etappe, 109. der Gesamtwertung |
| 44  | Juan Antonio Flecha    | Spanien      | 93. der Gesamtwertung                                                             |
| 45  | Aitor González Jiménez | Spanien      | : 14. Etappe, 45. der Gesamtwertung                                               |
| 46  | Kim Kirchen            | Luxemburg    | 63. der Gesamtwertung                                                             |
| 47  | Filippo Pozzato        | Italien      | : 7. Etappe, 116. der Gesamtwertung                                               |
| 48  | Matteo Tosatto         | Italien      | 110. der Gesamtwertung                                                            |
| 49  | Marco Velo             | Italien      | Aufgabe wegen Sturzes während der 3. Etappe                                       |

## Crédit Agricole(FRA)
- Gegründet: 1987 – Manager: Roger Legeay

| Nr. | Name                 | Nationalität | Anmerkungen                                                           |
| --- | -------------------- | ------------ | --------------------------------------------------------------------- |
| 51  | Christophe Moreau    | Frankreich   | 12. der Gesamtwertung                                                 |
| 52  | Alexander Botscharow | Russland     | 36. der Gesamtwertung                                                 |
| 53  | Julian Dean          | Neuseeland   | 127. der Gesamtwertung                                                |
| 54  | Pierrick Fédrigo     | Frankreich   | 76. der Gesamtwertung                                                 |
| 55  | Patrice Halgand      | Frankreich   | 39. der Gesamtwertung                                                 |
| 56  | Sébastien Hinault    | Frankreich   | Aufgabe wegen Sturz während der 10. Etappe: Bruch eines Rückenwirbels |
| 57  | Thor Hushovd         | Norwegen     | : 8. Etappe, : 3. Etappe, : 2. & 3. Etappe, 104. der Gesamtwertung    |
| 58  | Sébastien Joly       | Frankreich   | 146. der Gesamtwertung                                                |
| 59  | Benoît Salmon        | Frankreich   | 73. der Gesamtwertung                                                 |

## Team CSC(DEN)
- Gegründet: 2001 – Manager: Bjarne Riis

| Nr. | Name              | Nationalität       | Anmerkungen                                                |
| --- | ----------------- | ------------------ | ---------------------------------------------------------- |
| 61  | Ivan Basso        | Italien            | : 12. Etappe, Dritter der Gesamtwertung                    |
| 62  | Kurt Asle Arvesen | Dänemark           | 123. der Gesamtwertung                                     |
| 63  | Michele Bartoli   | Italien            | Aufgabe während der 17. Etappe                             |
| 64  | Bobby Julich      | Vereinigte Staaten | 40. der Gesamtwertung                                      |
| 65  | Andrea Peron      | Italien            | 64. der Gesamtwertung                                      |
| 66  | Jakob Piil        | Dänemark           | : 3. & 9. Etappe, Aufgabe: zur 15. Etappe nicht angetreten |
| 67  | Carlos Sastre     | Spanien            | Achter der Gesamtwertung                                   |
| 68  | Nicki Sørensen    | Dänemark           | 88. der Gesamtwertung                                      |
| 69  | Jens Voigt        | Deutschland        | : 2. Etappe, : 2. & 4. Etappe, 35. der Gesamtwertung       |
|     |                   |                    | : 6. – 14., 16. Etappe                                     |

## Illes Balears-Banesto(ESP)
- Gegründet: 2004 – Manager: Euzebio Unzue

| Nr. | Name                       | Nationalität | Anmerkungen                                                            |
| --- | -------------------------- | ------------ | ---------------------------------------------------------------------- |
| 71  | Francisco Mancebo          | Spanien      | Sechster der Gesamtwertung                                             |
| 72  | Daniel Becke               | Deutschland  | Aufgabe während der 17. Etappe                                         |
| 73  | José Vicente García Acosta | Spanien      | : 19. Etappe, 86. der Gesamtwertung                                    |
| 74  | José Iván Gutiérrez        | Spanien      | 51. der Gesamtwertung                                                  |
| 75  | Wladimir Karpez            | Russland     | : 19. & 20. Etappe, Sieger der Nachwuchswertung, 13. der Gesamtwertung |
| 76  | Denis Menschow             | Russland     | Aufgabe während der 13. Etappe                                         |
| 77  | Aitor Osa                  | Spanien      | 50. der Gesamtwertung                                                  |
| 78  | Mikel Pradera              | Spanien      | Aufgabe während der 12. Etappe                                         |
| 79  | Xabier Zandio              | Spanien      | 97. der Gesamtwertung                                                  |

## Gerolsteiner(GER)
- Gegründet: 1998 – Manager Hans-Michael Holczer

| Nr. | Name             | Nationalität | Anmerkungen                                                                           |
| --- | ---------------- | ------------ | ------------------------------------------------------------------------------------- |
| 81  | Georg Totschnig  | Österreich   | Siebenter der Gesamtwertung                                                           |
| 82  | René Haselbacher | Österreich   | Aufgabe nach 6. Etappe wegen Sturzes: doppelter Bruch von 3 Rippen, Nasenbein-Fraktur |
| 83  | Danilo Hondo     | Deutschland  | 106. der Gesamtwertung                                                                |
| 84  | Sebastian Lang   | Deutschland  | 78. der Gesamtwertung                                                                 |
| 85  | Sven Montgomery  | Schweiz      | Aufgabe wegen Sturz während der 7. Etappe: Schlüsselbeinbruch                         |
| 86  | Uwe Peschel      | Deutschland  | 125. der Gesamtwertung                                                                |
| 87  | Ronny Scholz     | Deutschland  | 53. der Gesamtwertung                                                                 |
| 88  | Fabian Wegmann   | Deutschland  | Aufgabe während der 13. Etappe                                                        |
| 89  | Peter Wrolich    | Österreich   | 113. der Gesamtwertung                                                                |

## Cofidis - Le Crédit par Téléphone(FRA)
- Gegründet: 1995 – Francis van Londersele

| Nr. | Name                | Nationalität | Anmerkungen                                          |
| --- | ------------------- | ------------ | ---------------------------------------------------- |
| 91  | Stuart O’Grady      | Australien   | : 5. Etappe, : 7. & 8. Etappe, 61. der Gesamtwertung |
| 92  | Frédéric Bessy      | Frankreich   | Aufgabe wegen Sturzes nach 2. Etappe                 |
| 93  | Jimmy Casper        | Frankreich   | 147. und Letzter der Gesamtwertung                   |
| 94  | Christophe Edaleine | Frankreich   | 141. der Gesamtwertung                               |
| 95  | Jimmy Engoulvent    | Frankreich   | : 7. Etappe, 138. der Gesamtwertung                  |
| 96  | Dmitri Fofonow      | Kasachstan   | 87. der Gesamtwertung                                |
| 97  | David Moncoutié     | Frankreich   | : 11. Etappe, : 12. Etappe, 34. der Gesamtwertung    |
| 98  | Janek Tombak        | Estland      | Aufgabe während der 17. Etappe                       |
| 99  | Peter Farazijn      | Belgien      | 107. der Gesamtwertung                               |

## Quick Step - Davitamon(BEL)
- Gegründet: 2002 – Manager: Patrick Lefevere

| Nr. | Name                | Nationalität | Anmerkungen |
| --- | ------------------- | ------------ | --- |
| 101 | Richard Virenque    | Frankreich   | : 10. Etappe : 11. – 20. Etappe, : 11. Etappe, Sieger der Bergwertung, Sieger in der Wertung des Kämpferischsten Fahrers, 15. der Gesamtwertung |
| 102 | Paolo Bettini       | Italien      | : 3. – 10. Etappe, 58. der Gesamtwertung |
| 103 | Tom Boonen          | Belgien      | : 6. & 20. Etappe, 120. der Gesamtwertung |
| 104 | Davide Bramati      | Italien      | Disqualifikation: Zeitlimit überschritten bei der 16. Etappe                                                                                    |
| 105 | Laurent Dufaux      | Schweiz      | 67. der Gesamtwertung |
| 106 | Servais Knaven      | Niederlande  | 142. der Gesamtwertung |
| 107 | Juan Miguel Mercado | Spanien      | : 18. Etappe, 37. der Gesamtwertung |
| 108 | Michael Rogers      | Australien   | 22. der Gesamtwertung |
| 109 | Stefano Zanini      | Italien      | 126. der Gesamtwertung |

## Liberty Seguros(ESP)
- Gegründet: 2004 – Manager: Manolo Saiz

| Nr. | Name                      | Nationalität       | Anmerkungen                              |
| --- | ------------------------- | ------------------ | ---------------------------------------- |
| 111 | Roberto Heras             | Spanien            | Aufgabe: zur 17. Etappe nicht angetreten |
| 112 | Dariusz Baranowski        | Polen              | 94. der Gesamtwertung                    |
| 113 | Allan Davis               | Australien         | 98. der Gesamtwertung                    |
| 114 | Igor González de Galdeano | Spanien            | 44. der Gesamtwertung                    |
| 115 | Jan Hruška                | Tschechien         | 117. der Gesamtwertung                   |
| 116 | Isidro Nozal              | Spanien            | 73. der Gesamtwertung                    |
| 117 | Marcos Serrano            | Spanien            | 54. der Gesamtwertung                    |
| 118 | Christian Vande Velde     | Vereinigte Staaten | 56. der Gesamtwertung                    |
| 119 | Ángel Vicioso             | Spanien            | Aufgabe während der 10. Etappe           |

## Brioches La Boulangère(FRA)
- Gegründet: 2003 – Manager: Jean-René Bernaudeau

| Nr. | Name             | Nationalität | Anmerkungen                                                 |
| --- | ---------------- | ------------ | ----------------------------------------------------------- |
| 121 | Sylvain Chavanel | Frankreich   | 30. der Gesamtwertung                                       |
| 122 | Walter Bénéteau  | Frankreich   | 102. der Gesamtwertung                                      |
| 123 | Anthony Charteau | Frankreich   | 103. der Gesamtwertung                                      |
| 124 | Maryan Hary      | Frankreich   | Disqualifikation: Zeitlimit überschritten bei der 5. Etappe |
| 125 | Laurent Lefèvre  | Frankreich   | Aufgabe: zur 17. Etappe nicht angetreten                    |
| 126 | Jérôme Pineau    | Frankreich   | 27. der Gesamtwertung                                       |
| 127 | Franck Renier    | Frankreich   | 114. der Gesamtwertung                                      |
| 128 | Didier Rous      | Frankreich   | Aufgabe während der 17. Etappe                              |
| 129 | Thomas Voeckler  | Frankreich   | :6. – 15. Etappe, : 6. – 18. Etappe, 18. der Gesamtwertung  |

## Alessio-Bianchi(ITA)
- Gegründet: 2000 – Manager: Bruno Cenghialta

| Nr. | Name                 | Nationalität | Anmerkungen                                                              |
| --- | -------------------- | ------------ | ------------------------------------------------------------------------ |
| 131 | Magnus Bäckstedt     | Schweden     | Aufgabe während der 11. Etappe                                           |
| 132 | Fabio Baldato        | Italien      | 135. der Gesamtwertung                                                   |
| 133 | Alessandro Bertolini | Italien      | Aufgabe: zur 17. Etappe nicht angetreten                                 |
| 134 | Pietro Caucchioli    | Italien      | 11. der Gesamtwertung                                                    |
| 135 | Martin Hvastija      | Slowenien    | Ausschluss wegen laufenden Dopingprozesses am Ruhetag nach der 8. Etappe |
| 136 | Marcus Ljungqvist    | Schweden     | 132. der Gesamtwertung                                                   |
| 137 | Claus Michael Møller | Dänemark     | 70. der Gesamtwertung                                                    |
| 138 | Andrea Noè           | Italien      | 99. der Gesamtwertung                                                    |
| 139 | Scott Sunderland     | Australien   | 96. der Gesamtwertung                                                    |

## Ag2r Prévoyance(FRA)
- Gegründet: 1992 – Manager: Vincent Lavenu

| Nr. | Name               | Nationalität | Anmerkungen                                                       |
| --- | ------------------ | ------------ | ----------------------------------------------------------------- |
| 141 | Laurent Brochard   | Frankreich   | 29. der Gesamtwertung                                             |
| 142 | Mikel Astarloza    | Spanien      | 62. der Gesamtwertung                                             |
| 143 | Samuel Dumoulin    | Frankreich   | Aufgabe nach Etappe 8. Etappe wegen Sturzes: Hund in Rad gelaufen |
| 144 | Stéphane Goubert   | Frankreich   | 20. der Gesamtwertung                                             |
| 145 | Jaan Kirsipuu      | Estland      | : 1. Etappe, Aufgabe während der 9. Etappe                        |
| 146 | Jurij Kriwzow      | Ukraine      | 95. der Gesamtwertung                                             |
| 147 | Jean-Patrick Nazon | Frankreich   | : 3. Etappe, 137. der Gesamtwertung                               |
| 148 | Nicolas Portal     | Frankreich   | 72. der Gesamtwertung                                             |
| 149 | Mark Scanlon       | Irland       | 89. der Gesamtwertung                                             |

## Rabobank(NED)
- Gegründet: 1996 – Manager: Jan Raas

| Nr. | Name              | Nationalität       | Anmerkungen                               |
| --- | ----------------- | ------------------ | ----------------------------------------- |
| 151 | Levi Leipheimer   | Vereinigte Staaten | Neunter der Gesamtwertung                 |
| 152 | Michael Boogerd   | Niederlande        | 74. der Gesamtwertung                     |
| 153 | Bram de Groot     | Niederlande        | 111. der Gesamtwertung                    |
| 154 | Erik Dekker       | Niederlande        | 133. der Gesamtwertung                    |
| 155 | Karsten Kroon     | Niederlande        | 115. der Gesamtwertung                    |
| 156 | Marc Lotz         | Niederlande        | 90. der Gesamtwertung                     |
| 157 | Grischa Niermann  | Deutschland        | 65. der Gesamtwertung                     |
| 158 | Michael Rasmussen | Dänemark           | : 14. & 16. Etappe, 14. der Gesamtwertung |
| 159 | Marc Wauters      | Belgien            | 112. der Gesamtwertung                    |

## fdjeux.com(FRA)
- Gegründet: 1997 – Manager: Marc Madiot

| Nr. | Name              | Nationalität | Anmerkungen                                     |
| --- | ----------------- | ------------ | ----------------------------------------------- |
| 161 | Bradley McGee     | Australien   | Aufgabe wegen Rückenschmerzen auf der 5. Etappe |
| 162 | Sandy Casar       | Frankreich   | : 6. Etappe, 16. der Gesamtwertung              |
| 163 | Baden Cooke       | Australien   | 139. der Gesamtwertung                          |
| 164 | Carlos Da Cruz    | Spanien      | 85. der Gesamtwertung                           |
| 165 | Bernhard Eisel    | Österreich   | 131. der Gesamtwertung                          |
| 166 | Frédéric Guesdon  | Frankreich   | 129. der Gesamtwertung                          |
| 167 | Christophe Mengin | Frankreich   | 84. der Gesamtwertung                           |
| 168 | Jean-Cyril Robin  | Frankreich   | 47. der Gesamtwertung                           |
| 169 | Matthew Wilson    | Australien   | 144. der Gesamtwertung                          |

## Saeco(ITA)
- Gegründet: 1997 – Manager: Claudio Corti

| Nr. | Name                | Nationalität | Anmerkungen |
| --- | ------------------- | ------------ | --- |
| 171 | Gilberto Simoni     | Italien      | : 18. Etappe sowie der 20. Etappe, wegen des Endes der Rundfahrt aber keine rote Rückennummer erhalten, 17. der Gesamtwertung |
| 172 | Stefano Casagranda  | Italien      | Ausschluss wegen laufenden Dopingprozesses am Ruhetag nach der 8. Etappe                                                      |
| 173 | Mirko Celestino     | Italien      | Aufgabe während der 10. Etappe                                                                                                |
| 174 | Salvatore Commesso  | Italien      | 124. der Gesamtwertung |
| 175 | Gerrit Glomser      | Österreich   | Aufgabe während der 13. Etappe                                                                                                |
| 176 | David Loosli        | Schweiz      | 105. der Gesamtwertung |
| 177 | Jörg Ludewig        | Deutschland  | 55. der Gesamtwertung |
| 178 | Jewgeni Petrow      | Russland     | 38. der Gesamtwertung |
| 179 | Marius Sabaliauskas | Litauen      | 42. der Gesamtwertung |

## Lotto-Domo(BEL)
- Gegründet: 2003 – Manager: ?

| Nr. | Name              | Nationalität | Anmerkungen                                                                                                 |
| --- | ----------------- | ------------ | --- |
| 181 | Robbie McEwen     | Australien   | : 2. & 9. Etappe, : 4. Etappe, : 4. – 6., 9. – 20. Etappe, Sieger der Punktewertung, 122. der Gesamtwertung |
| 182 | Christophe Brandt | Belgien      | Ausschluss vor der 7. Etappe wegen positiven Dopingtestes                                                   |
| 183 | Nick Gates        | Australien   | Disqualifikation: Zeitlimit überschritten nach Sturz auf der 1. Etappe                                      |
| 184 | Thierry Marichal  | Belgien      | : 8. Etappe, 101. der Gesamtwertung                                                                         |
| 185 | Axel Merckx       | Belgien      | 21. der Gesamtwertung                                                                                       |
| 186 | Koos Moerenhout   | Niederlande  | 100. der Gesamtwertung                                                                                      |
| 187 | Wim Vansevenant   | Belgien      | 140. der Gesamtwertung                                                                                      |
| 188 | Rik Verbrugghe    | Belgien      | 43. der Gesamtwertung                                                                                       |
| 189 | Aart Vierhouten   | Niederlande  | Disqualifikation: Zeitlimit überschritten auf der 16. Etappe                                                |

## Domina Vacanze(ITA)
- Gegründet: 1995 – Manager: Vincenzino Santoni

| Nr. | Name                | Nationalität | Anmerkungen                                         |
| --- | ------------------- | ------------ | --------------------------------------------------- |
| 191 | Mario Cipollini     | Italien      | Aufgabe nach der 5. Etappe wegen Entzündung im Bein |
| 192 | Gian Matteo Fagnini | Italien      | Aufgabe während der 2. Etappe wegen Sturzes         |
| 193 | Massimo Giunti      | Italien      | Aufgabe während der 17. Etappe                      |
| 194 | Sergio Marinangeli  | Italien      | Aufgabe: nicht zur 13. Etappe angetreten            |
| 195 | Massimiliano Mori   | Italien      | 121. der Gesamtwertung                              |
| 196 | Michele Scarponi    | Italien      | 32. der Gesamtwertung                               |
| 197 | Francesco Secchiari | Italien      | 143. der Gesamtwertung                              |
| 198 | Filippo Simeoni     | Italien      | 118. der Gesamtwertung                              |
| 199 | Paolo Valoti        | Italien      | Aufgabe während der 15. Etappe                      |

## R.A.G.T. Semences - MG Rover(FRA)
- Gegründet: 2003 – Manager: Serge Barle

| Nr. | Name               | Nationalität | Anmerkungen                                                 |
| --- | ------------------ | ------------ | ----------------------------------------------------------- |
| 201 | Christophe Rinero  | Frankreich   | 92. der Gesamtwertung                                       |
| 202 | Guillaume Auger    | Frankreich   | 136. der Gesamtwertung                                      |
| 203 | Pierre Bourquenoud | Schweiz      | 130. der Gesamtwertung                                      |
| 204 | Gilles Bouvard     | Frankreich   | 128. der Gesamtwertung                                      |
| 205 | Sylvain Calzati    | Frankreich   | 71. der Gesamtwertung                                       |
| 206 | Frédéric Finot     | Frankreich   | : 13. Etappe, 145. der Gesamtwertung                        |
| 207 | Christophe Laurent | Frankreich   | 134. der Gesamtwertung                                      |
| 208 | Ludovic Martin     | Frankreich   | 119. der Gesamtwertung                                      |
| 209 | Eddy Seigneur      | Frankreich   | Disqualifikation: Zeitlimit überschritten auf der 4. Etappe |